# 梅谷駅
梅谷駅（メゴクえき）は、大韓民国京畿道楊平郡にある韓国鉄道公社（KORAIL）中央線の駅である。
一部のムグンファ号が停車する。

## 歴史
- 1968年9月1日：開業。
- 1972年8月28日：駅舎竣工。
- 2001年9月8日：信号場に変更。
- 2008年3月10日：無配置簡易駅として駅に昇格。
- 2012年9月25日：龍門 - 西原州間の新線開通に伴い、現在地に移転。

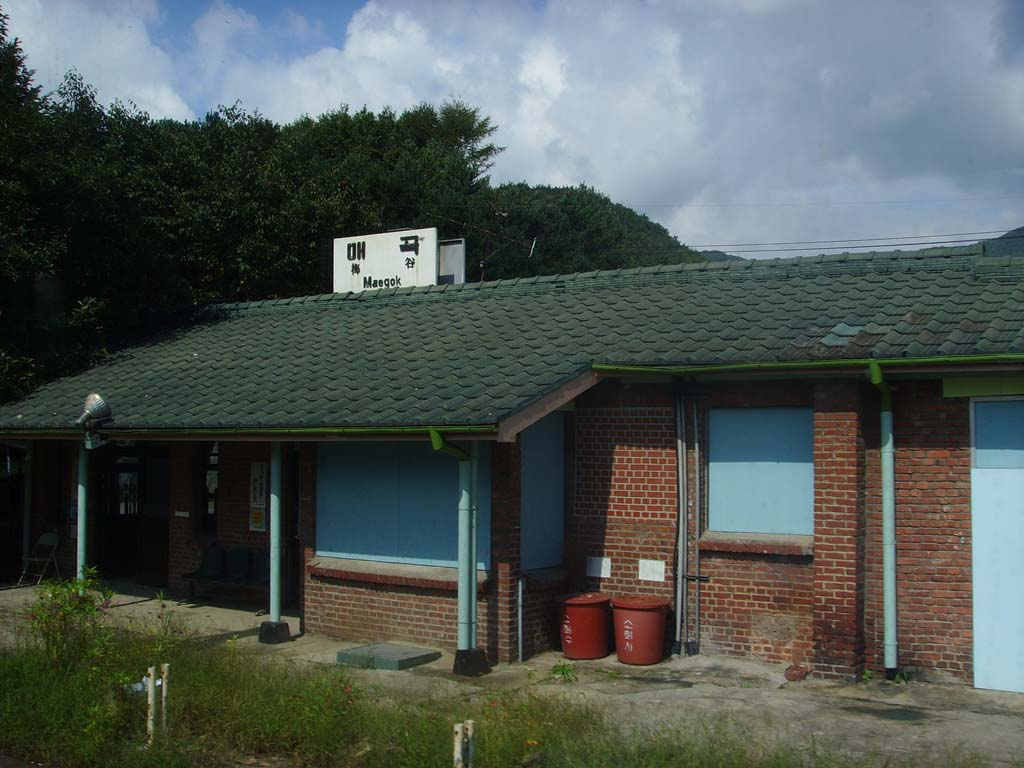
旧駅舎（2007年9月）

## 駅構造
島式ホーム2面4線の高架駅。

### のりば
| ホーム | 路線   | 種別         | 行先                 | 備考   |
| ------ | ------ | ------------ | -------------------- | ------ |
| 1      | 中央線 |              | 原州・堤川・江陵方面 | 待避線 |
| 2      | 中央線 | ムグンファ号 | 原州・堤川・江陵方面 |        |
| 3      | 中央線 | ムグンファ号 | 楊平・清凉里方面     |        |
| 4      | 中央線 |              | 楊平・清凉里方面     | 待避線 |

## 隣の駅
韓国鉄道公社
中央線 
日新駅 - 梅谷駅 - 楊東駅